# Ystad (stad)
Ystad is de hoofdstad van de gemeente Ystad in de Zweedse provincie Skåne län en het landschap Skåne. De stad heeft 17.286 inwoners en een oppervlakte van 792 hectare.
Ystads ligging aan een baai zorgde ervoor dat er al sinds lange tijd mensen op deze locatie wonen. Toerisme is een belangrijke bron van inkomsten; de binnenstad bevat oude vakwerkhuizen die veel bezoekers trekken.
Een markant gebouw in Ystad is het Saltsjöbaden Hotel, gelegen aan de kust.

## Geschiedenis
Ystad werd in de 13e eeuw gesticht aan de monding van de Vassån, een kleine rivier. De stad werd voor het eerst genoemd in 1244 toen de stad, gelegen in de provincie Skåne, nog onderdeel was van Denemarken. Het in de plaats gelegen klooster Gråbrödraklostret van de kloosterorde franciscanen stamt uit het midden van die 13de eeuw.
In de Schoonse Oorlog werd de stad op 7 juli 1676 door een gecombineerde Deens-Hollandse vloot onder aanvoering van Cornelis Tromp veroverd.

## Vervoer
Er zijn veerboten van de plaats naar het Deense eiland Bornholm en Świnoujście in Polen. De stad heeft treinverbindingen met Malmö, Simrishamn en Kopenhagen.
Langs de stad gaat de Riksväg 9 en de Europese weg 65 die vanuit hier oversteekt naar Świnoujście in Polen. Tevens beginnen/eindigen de Riksväg 13 en Riksväg 19 bij de stad.
Ystad is het eindpunt van de spoorlijn Malmö - Ystad en dat van de spoorlijn Ystad - Eslöv. Van die laatste lijn maakte ook de spoorlijn Ystad - St. Olof gebruik.

## Trivia
- Ystad is internationaal bekend als de stad waar veel politieromans van Henning Mankell zich afspelen, dit geldt ook voor de televisieserie Wallander.
- De oud-secretaris-generaal (van 1953 tot 1961) van de Verenigde Naties Dag Hammarskjöld had een huis net buiten de stad.

## Geboren
- Ernst-Hugo Järegård (1928-1998), acteur
- Bengt Sigurd (1928-2010), taalkundige
- Ivar Jacobson (1939), informaticus
- Malik Bendjelloul (1977-2014), regisseur
- Lykke Li (1986), zangeres
- Niclas Ekberg (1988), handballer
- Frans Jeppsson-Wall (1998), zanger